# Scubapro
Scubapro è un costruttore statunitense di attrezzature subacquee che occupa più di 400 collaboratori in 17 sedi in 13 paesi. La società fa parte del gruppo industriale che produce e commercializza beni ricreativi Johnson Outdoors Inc., con sede a Racine (Wisconsin). Nel 1970 viene fondata la sede italiana Scubapro Europe Srl guidata da Joseph Bernard Stella, presente nel comune di Casarza Ligure, in provincia di Genova. In Germania è presente dal 1975 e ha sede dalla metà del 2007 a Wendelstein di Norimberga. 

## Storia
Scubapro viene fondata nel 1962 come società figlia della Healthways. Dopo l'insolvenza della società madre, la Scubapro nel 1963 viene rifondata da Gustav dalla Valle come Underwater Sports Inc. acquisita per il prezzo simbolico di un dollaro. Assieme a  Dick Bonin sviluppa la divisione professionale di attrezzature per immersione. Viene messo sul mercato il modello MK 2 e una valvola da bombola con manometro incorporato.
Nel 1970 viene fondata da Samuel C. Johnson la Johnson Outdoors, che acquisisce nel 1974 la Scubapro.
Nel 1997 avviene la fusione con Uwatec, società svizzera di articoli per sommozzatori fondata nel 1983 e nota per i suoi computer dedicati all'immersione come il modello Aladin Pro. Uwatec produce i computer per immersione a marchio Scubapro (fino al 2011 Scubapro-Uwatec).
Il logo della "S" deriva dalla francese Beuchat di cui dalla Valle era rappresentante negli USA.

## Prodotti (parziale)
- 1966 Automatic Decompression Meter, MK5
- 1967 Jet Schnorchel
- 1968 Super Vision maschera a tre vetri
- 1969 Adjustable Downstream
- 1970 Primo giubbotto ad assetto variabile
- 1972 Quick Disconnect Inflator
- 1973 Dive Timer (Manometro)
- 1974 Gilet a farfalla
- 1975 Oktopus
- 1976 Profondimetro
- 1977 Secondo set Pilot
- 1978 Giubbotto stabilizzatore
- 1979 Prima muta AIRII
- 1980 Primo set con capsula di chiusura
- 1981 Super Chinch Band
- 1982 manicotto in gomma autodrenante
- 1984 Cystal Optical Maske
- 1988 Tri Vent maschera
- 1989 Console elettronica
- 1990 Computer subacqueo DC 11 e NC 11, PDS (sonar)
- 1991 Muta subacquea
- 1992 Valvola bombola ad alta pressione con sfera
- 1993 M5 Polar e vetro Anti Fog
- 1998 Aladin Air Z O2 con Oxy2 (Rebreather Drägerwerk Dolphin)
- 2007 Galileo Sol e Terra
- 2012 Spectra Mirror